# 宾县
宾县在中国黑龙江省南部、松花江南岸，是哈尔滨市下辖的一个县。縣人民政府駐賓州鎮西大街4號。
面积3844.7平方公里，邮政编码150400。宾西镇设有国家级宾西经济技术开发区。

## 历史沿革
明朝建蜚克图卫，清改宾州厅，1909年12月升为宾州府；1913年（中华民国二年）3月11日取消府制宾州府改为宾县，成立宾县行政公署。

## 行政区划
下辖12个镇，5个乡：
宾州镇、居仁镇、宾西镇、糖坊镇、宾安镇、新甸镇、胜利镇、宁远镇、摆渡镇、平坊镇、满井镇、常安镇、永和乡、鸟河乡、民和乡、经建乡、三宝乡、九龙山柞蚕育种场和农垦农业职业学院。
宾西镇入选国家级小城镇建设计划。

## 人口
根據第七次人口普查數據，截至2020年11月1日零時，賓縣常住人口為444314人。
根據第六次全国人口普查结果显示2010年总人口55万1271人。

## 交通
- 221国道过境。